# Инкар (филм из 1978)
Инкар је хиндски филм из 1978. године снимљен уз продукцију Рому Н. Сипија и режију Раја Н. Сипија. Главне улоге у филму играли су Винод Кана, Видаја Шина, Шрирам Лагу и Амзоад Кан Музику из филма је компоновао Рејеш Рошан
Ово је римејк јапанског филма Између неба и пакла (1963), у режији Амире Куросаве, који је и сам био заснован на америчкој новели Краљев Откуп (1959), написаној од стране Еда Мак Баина.
Касније је на основу овога направљен Телугу филм Донгала Вета (1979).

## Радња
Харидас Чоурди живи богато у Мумбају (Индија) са својом женом, Сону, сином, Гуду и сестром, Гита. Каријеру је започео као скромни коблер, али сада је власник компаније за производњу ципела. Његови сарадници желе да он направи ципеле које се брзо цепају, али он то одбија желећи да купи „Националне ципеле” по скупој цени. Он подиже новац, али непосредно након што је хтео да купи скупе ципеле, открива да је његов син, Гуду, отет, и да отмичари траже откупнину која је износила исту цену као и Националне ципеле које је Харидас хтео да купи. На његово олакшање, сазнаје да је син његовог слуге, Банси, грешком отет уместо Гудуа. Ипак, он одлучује да плати откупнину, овај пут уз помоћ инспектора Амарната Гила, отуђеног дечка његове сестре, кога је одбио јер није био довољно богат. Новац се предаје отмичарима, Манмохану и Притију, који након тога бивају ухапшени; Банси је пронађен и вратио се свом оцу. Међутим, новац и његов прави отмичар, Рај Синг, још нису били нађени. На крају филма, инспектор хвата лопова и враћа Харидасу његов новац.

## Улоге
| Винод Кана      | Офицер Амарнат Гил          |
| Видја Шина      | Гита Чаудри                 |
| Шрирам Лагу     | Харибас Чаудри              |
| Амзоад Кан      | Рај Синг                    |
| Садху Мехер     | Ситарам                     |
| Лили Чакраварти | Сону Чаудри                 |
| Мастер Рајеш    | Гуду Чаудри                 |
| Барат Капур     | Манмохан                    |
| Ракеш Рошан     | у улози самог себе          |
| Хелен           | плесачица у пемси O Mungada |